# Secluded Rocks
Secluded Rocks är en kulle i Antarktis. Den ligger i Östantarktis. Australien gör anspråk på området. Toppen på Secluded Rocks är 278 meter över havet.
Terrängen runt Secluded Rocks är platt norrut, men söderut är den kuperad. Trakten är obefolkad. Det finns inga samhällen i närheten.